# Ponteils-et-Brésis
Ponteils-et-Brésis település Franciaországban, Gard megyében. Lakosainak száma 368 fő (2022. január 1.). Ponteils-et-Brésis Saint-André-Capcèze, Pied-de-Borne, Aujac, Bonnevaux, Concoules, Malons-et-Elze és Pourcharesses községekkel határos.

## Népesség
A település népességének változása:
| Lakosok száma | 312  | 353  | 271  | 311  | 345  | 353  | 364  | 369  | 372  | 368  |
|               | 1968 | 1982 | 1990 | 2006 | 2013 | 2015 | 2017 | 2019 | 2020 | 2022 |